# Venceslas Kruta
Venceslas Kruta (Saumur, 4 novembre 1939) è un archeologo francese, specializzato nella protostoria d'Europa.

## Biografia
Dal 1972 ordinario di Protostoria dell'Europa all'École pratique des hautes études della Sorbona, è attualmente Professore Emerito.
L'ambito privilegiato della sua ricerca è l'archeologia e la protostoria d'Europa, con particolare attenzione ai rapporti commerciali e culturali dei popoli dell'Europa centrale con il mondo Mediterraneo nel I millennio a.C.
Molte sono le sue opere, tra le quali va ricordata Les Celtes, histoire et dictionnaire. Des origines à la romanisation et au christianisme, tradotta in italiano nel 2003. Essa è considerata un testo di riferimento per ricercatori e studenti.
È membro dell'Istituto Nazionale di Studi Etruschi ed Italici di Firenze e direttore del Centre d'études celtiques di Parigi.
In qualità di consigliere o direttore, ha collaborato all'allestimento di mostre internazionali tra cui I Celti: la prima Europa di Palazzo Grassi a Venezia del 1991 e Treasures of Celtic Art: a European Heritage, organizzata dal quotidiano Asahi Shimbun presso il Metropolitan Art Museum di Tokyo.

## Opere
- Les Celtes, histoire et dictionnaire. Des origines à la romanisation et au christianisme, Robert Laffont, Paris, 2000
- Aux origines de l'Europe: le monde des Celtes, Paris, 2001
- Venceslas Kruta, Vercingétorix, Flammarion, 2003 ISBN 978-2-08-012623-8

Disponibili in italiano:
- I Celti occidentali, trad. di Laura Kruta Poppi, fotografie di Werner Forman, Istituto geografico De Agostini, Novara, 1986 ISBN 978-88-402-3306-2
- «I Celti», in Italia omnium terrarum alumna. La civiltà dei Veneti, Reti, Liguri, Celti, Piceni, Umbri, Latini, Campani e Iapigi, Garzanti, 1988 ISBN 88-11-88512-4
- con Sabatino Moscati, Otto Hermann Frey, Barry Raftery, Miklos Szabo, I Celti, Catalogo della mostra "I Celti: la prima Europa", Palazzo Grassi, Rusconi, 1991. ISBN 978-88-452-1753-1
- L'Europa delle origini, Rizzoli, Milano, 1993 ISBN 88-17-29038-6 ISBN 978-88-17-29038-8
- (con Valerio Massimo Manfredi), I Celti d'Italia. Milano, Mondadori, 2000 ISBN 88-04-43640-9
- La grande storia dei Celti. La nascita, l'affermazione, la decadenza, Newton & Compton, Roma, 2003 ISBN 978-88-8289-851-9 (492 pagine - traduzione di Les Celtes, histoire et dictionnaire..., 2000, con esclusione del dizionario)
- (con Brian B. Shefton e Jean-Paul Morel) Anemos/2, 2001 ISBN 88-86413-79-3
- I Celti e il Mediterraneo, Jaka Book, Milano, 2004 ISBN 88-16-43628-X
- I Celti. L'ippocampo, Milano, 2007 ISBN 978-88-95363-15-8